# Campeonato Mundial Masculino de Curling de 2010
O Campeonato Mundial Masculino de Curling de 2010 foi disputado entre 3 e 11 de abril em Cortina d'Ampezzo, Itália.

## Equipes participantes
Doze equipes participaram do torneio:
| Canadá | China | Dinamarca |
| --- | --- | --- |
| Saville Sports Centre, Edmonton Capitão: Kevin Koe Terceiro: Blake MacDonald Segundo: Carter Rycroft Primeiro: Nolan Thiessen Reserva: Jamie King      | Harbin CC, Harbin Quarto: Liu Rui Capitão: Wang Fengchun Segundo: Xu Xiaoming Primeiro: Zang Jialiang Reserva: Ba Dexin                                 | Hvidovre CC, Hvidovre Quarto: Johnny Frederiksen Capitão: Ulrik Schmidt Segundo: Bo Jensen Primeiro: Lars Vilandt Reserva: Mikkel Poulsen                                        |
| França | Alemanha | Itália |
| Chamonix CC, Chamonix Capitão: Thomas Dufour Terceiro: Tony Angiboust Segundo: Jan Ducroz Primeiro: Richard Ducroz Reserva: Raphael Mathieu            | CC Füssen, Füssen Capitão: Andy Kapp Terceiro: Andreas Lang Segundo: Holger Höhne Primeiro: Andreas Kempf Reserva: Daniel Herberg                       | Trentino CC, Cembra Capitão: Joel Retornaz Terceiro: Silvio Zanotelli Segundo: Davide Zanotelli Primeiro: Julien Genre Reserva: Giorgio Da Rin                                   |
| Japão | Noruega | Escócia |
| Kitami Curling Association Capitão: Makoto Tsuruga Terceiro: Yuki Samawukai Segundo: Yusaku Shibaya Primeiro: Ryosuke Haneishi Reserva: Ryuya Ishigaki | Snarøen CK, Bærum Capitão: Torger Nergård[a] Terceiro: Thomas Løvold Segundo: Christoffer Svae Primeiro: Håvard Vad Petersson                           | Airleywight CC & St. Matkins CC, Perth Gogar Park CC, Edimburgo Capitão: Warwick Smith Terceiro: David Smith Segundo: Craig Wilson Primeiro: Ross Hepburn Reserva: David Murdoch |
| Suécia | Suíça | Estados Unidos |
| Sundsvalls CK, Sundsvália Capitão: Per Carlsén Terceiro: Nils Carlsén Segundo: Eric Carlsén Primeiro: Niklas Berggren Reserva: Mikael Norberg          | St. Moritz CC, St. Moritz Capitão: Stefan Karnusian Terceiro: Christof Schwaller Segundo: Robert Hürlimann Primeiro: Rolf Iseli Reserva: Dominic Andres | Bemidji CC, Bemidji Capitão: Pete Fenson Terceiro: Shawn Rojeski Segundo: Joe Polo Primeiro: Tyler George Reserva: Mark Haluptzok                                                |

- a  Thomas Ulsrud, normalmente o capitão desta equipe, abandonou o campeonato e voltou às pressas para a Noruega após receber a notícia de que um parente estava doente.[2] Torger Nergård, geralmente o terceiro jogador, herdou a posição de capitão e Thomas Løvold, o reserva, assumiu a posição de terceiro.

## Primeira fase

### Classificação
| País           | Capitão          | V  | D  | J  | DSC     |
| -------------- | ---------------- | -- | -- | -- | ------- |
| Noruega        | Torger Nergård   | 10 | 1  | 11 | 20,9 cm |
| Canadá         | Kevin Koe        | 9  | 2  | 11 | 9,9 cm  |
| Estados Unidos | Pete Fenson      | 8  | 3  | 11 | 47,3 cm |
| Escócia        | Warwick Smith    | 8  | 3  | 11 | 9,7 cm  |
| Dinamarca      | Ulrik Schmidt    | 7  | 4  | 11 | 20,6 cm |
| Suíça          | Stefan Karnusian | 5  | 6  | 11 | 13,4 cm |
| Alemanha       | Andy Kapp        | 5  | 6  | 11 | 13,5 cm |
| Suécia         | Per Carlsén      | 4  | 7  | 11 | 18,4 cm |
| França         | Thomas Dufour    | 3  | 8  | 11 | 25,5 cm |
| Itália         | Joel Retornaz    | 3  | 8  | 11 | 32,5 cm |
| China          | Wang Fengchun    | 3  | 8  | 11 | 41,9 cm |
| Japão          | Makoto Tsuruga   | 1  | 10 | 11 | 27,8 cm |

Todos os horários estão na hora local (UTC+2)

### 1ª rodada
Sábado, 3 de abril, 14:00
| Pista A | LSFE    | 1 | 2 | 3 | 4 | 5 | 6 | 7 | 8 | 9 | 10 | Final |
| ------- | ------- | - | - | - | - | - | - | - | - | - | -- | ----- |
| Suécia  | Martelo | 0 | 0 | 0 | 0 | 0 | 0 | 0 | 1 | 0 | X  | 1     |
| França  |         | 0 | 1 | 1 | 0 | 2 | 0 | 1 | 0 | 0 | X  | 5     |

| Pista B  | LSFE    | 1 | 2 | 3 | 4 | 5 | 6 | 7 | 8 | 9 | 10 | Final |
| -------- | ------- | - | - | - | - | - | - | - | - | - | -- | ----- |
| China    |         | 0 | 0 | 0 | 0 | 0 | 1 | 1 | 0 | 2 | 0  | 4     |
| Alemanha | Martelo | 0 | 0 | 1 | 1 | 1 | 0 | 0 | 1 | 0 | 1  | 5     |

| Pista C | LSFE    | 1 | 2 | 3 | 4 | 5 | 6 | 7 | 8 | 9 | 10 | 11 | Final |
| ------- | ------- | - | - | - | - | - | - | - | - | - | -- | -- | ----- |
| Japão   |         | 0 | 1 | 0 | 1 | 1 | 0 | 2 | 0 | 0 | 1  | 0  | 6     |
| Itália  | Martelo | 1 | 0 | 1 | 0 | 0 | 1 | 0 | 2 | 1 | 0  | 1  | 7     |

| Pista D | LSFE    | 1 | 2 | 3 | 4 | 5 | 6 | 7 | 8 | 9 | 10 | Final |
| ------- | ------- | - | - | - | - | - | - | - | - | - | -- | ----- |
| Noruega |         | 0 | 0 | 0 | 0 | 2 | 0 | 0 | 1 | 1 | 0  | 4     |
| Escócia | Martelo | 0 | 0 | 0 | 2 | 0 | 0 | 1 | 0 | 0 | 2  | 5     |

### 2ª rodada
Sábado, 3 de abril, 19:00
| Pista A | LSFE    | 1 | 2 | 3 | 4 | 5 | 6 | 7 | 8 | 9 | 10 | 11 | Final |
| ------- | ------- | - | - | - | - | - | - | - | - | - | -- | -- | ----- |
| Itália  |         | 0 | 2 | 0 | 2 | 0 | 1 | 0 | 0 | 0 | 1  | 0  | 6     |
| China   | Martelo | 1 | 0 | 2 | 0 | 0 | 0 | 2 | 0 | 1 | 0  | 1  | 7     |

| Pista B        | LSFE    | 1 | 2 | 3 | 4 | 5 | 6 | 7 | 8 | 9 | 10 | Final |
| -------------- | ------- | - | - | - | - | - | - | - | - | - | -- | ----- |
| Canadá         | Martelo | 0 | 1 | 0 | 0 | 2 | 0 | 0 | 2 | 1 | X  | 6     |
| Estados Unidos |         | 1 | 0 | 0 | 1 | 0 | 0 | 1 | 0 | 0 | X  | 3     |

| Pista C   | LSFE    | 1 | 2 | 3 | 4 | 5 | 6 | 7 | 8 | 9 | 10 | Final |
| --------- | ------- | - | - | - | - | - | - | - | - | - | -- | ----- |
| Suíça     |         | 0 | 0 | 1 | 0 | 1 | 0 | 1 | 0 | X | X  | 3     |
| Dinamarca | Martelo | 2 | 3 | 0 | 1 | 0 | 1 | 0 | 2 | X | X  | 9     |

| Pista D  | LSFE    | 1 | 2 | 3 | 4 | 5 | 6 | 7 | 8 | 9 | 10 | Final |
| -------- | ------- | - | - | - | - | - | - | - | - | - | -- | ----- |
| Japão    |         | 0 | 1 | 0 | 1 | 0 | 0 | 1 | 0 | X | X  | 3     |
| Alemanha | Martelo | 2 | 0 | 1 | 0 | 1 | 0 | 0 | 5 | X | X  | 9     |

### 3ª rodada
Domingo, 4 de abril, 9:00
| Pista B | LSFE    | 1 | 2 | 3 | 4 | 5 | 6 | 7 | 8 | 9 | 10 | Final |
| ------- | ------- | - | - | - | - | - | - | - | - | - | -- | ----- |
| Escócia | Martelo | 0 | 2 | 0 | 0 | 0 | 5 | 0 | 1 | 0 | X  | 8     |
| Suécia  |         | 0 | 0 | 0 | 1 | 1 | 0 | 1 | 0 | 1 | X  | 4     |

| Pista C | LSFE    | 1 | 2 | 3 | 4 | 5 | 6 | 7 | 8 | 9 | 10 | Final |
| ------- | ------- | - | - | - | - | - | - | - | - | - | -- | ----- |
| Noruega |         | 2 | 0 | 1 | 0 | 3 | 0 | 1 | 2 | X | X  | 9     |
| França  | Martelo | 0 | 0 | 0 | 2 | 0 | 1 | 0 | 0 | X | X  | 3     |

### 4ª rodada
Domingo, 4 de abril, 14:00
| Pista A        | LSFE    | 1 | 2 | 3 | 4 | 5 | 6 | 7 | 8 | 9 | 10 | Final |
| -------------- | ------- | - | - | - | - | - | - | - | - | - | -- | ----- |
| Estados Unidos | Martelo | 2 | 0 | 1 | 0 | 0 | 0 | 3 | 0 | 1 | x  | 7     |
| Suíça          |         | 0 | 1 | 0 | 2 | 1 | 0 | 0 | 1 | 0 | x  | 5     |

| Pista B  | LSFE    | 1 | 2 | 3 | 4 | 5 | 6 | 7 | 8 | 9 | 10 | Final |
| -------- | ------- | - | - | - | - | - | - | - | - | - | -- | ----- |
| Alemanha | Martelo | 0 | 0 | 1 | 0 | 0 | 2 | 0 | 0 | 2 | 0  | 5     |
| Itália   |         | 0 | 0 | 0 | 2 | 1 | 0 | 1 | 1 | 0 | 1  | 6     |

| Pista C | LSFE    | 1 | 2 | 3 | 4 | 5 | 6 | 7 | 8 | 9 | 10 | Final |
| ------- | ------- | - | - | - | - | - | - | - | - | - | -- | ----- |
| China   |         | 0 | 0 | 2 | 0 | 2 | 0 | 2 | 0 | 1 | 1  | 8     |
| Japão   | Martelo | 0 | 1 | 0 | 2 | 0 | 2 | 0 | 1 | 0 | 0  | 6     |

| Pista D   | LSFE    | 1 | 2 | 3 | 4 | 5 | 6 | 7 | 8 | 9 | 10 | Final |
| --------- | ------- | - | - | - | - | - | - | - | - | - | -- | ----- |
| Canadá    |         | 1 | 0 | 4 | 0 | 3 | 0 | X | X | X | X  | 8     |
| Dinamarca | Martelo | 0 | 1 | 0 | 1 | 0 | 1 | X | X | X | X  | 3     |

### 5ª rodada
Domingo, 4 de abril, 19:00
| Pista A | LSFE    | 1 | 2 | 3 | 4 | 5 | 6 | 7 | 8 | 9 | 10 | Final |
| ------- | ------- | - | - | - | - | - | - | - | - | - | -- | ----- |
| França  |         | 0 | 0 | 0 | 0 | 2 | 1 | 0 | 1 | 2 | 0  | 6     |
| Escócia | Martelo | 0 | 0 | 2 | 0 | 0 | 0 | 5 | 0 | 0 | 1  | 8     |

| Pista B | LSFE    | 1 | 2 | 3 | 4 | 5 | 6 | 7 | 8 | 9 | 10 | Final |
| ------- | ------- | - | - | - | - | - | - | - | - | - | -- | ----- |
| Suíça   | Martelo | 0 | 1 | 0 | 1 | 0 | 0 | 3 | 0 | 0 | X  | 5     |
| Canadá  |         | 0 | 0 | 1 | 0 | 2 | 1 | 0 | 3 | 2 | X  | 9     |

| Pista C        | LSFE    | 1 | 2 | 3 | 4 | 5 | 6 | 7 | 8 | 9 | 10 | Final |
| -------------- | ------- | - | - | - | - | - | - | - | - | - | -- | ----- |
| Dinamarca      | Martelo | 0 | 5 | 0 | 0 | 1 | 0 | 2 | 0 | 0 | 1  | 9     |
| Estados Unidos |         | 0 | 0 | 2 | 1 | 0 | 2 | 0 | 1 | 1 | 0  | 7     |

| Pista D | LSFE    | 1 | 2 | 3 | 4 | 5 | 6 | 7 | 8 | 9 | 10 | Final |
| ------- | ------- | - | - | - | - | - | - | - | - | - | -- | ----- |
| Suécia  | Martelo | 0 | 1 | 0 | 0 | 2 | 0 | 1 | 0 | 0 | X  | 4     |
| Noruega |         | 1 | 0 | 3 | 0 | 0 | 0 | 0 | 1 | 2 | X  | 7     |

### 6ª rodada
Segunda-feira, 5 de abril, 8:00
| Pista A | LSFE    | 1 | 2 | 3 | 4 | 5 | 6 | 7 | 8 | 9 | 10 | Final |
| ------- | ------- | - | - | - | - | - | - | - | - | - | -- | ----- |
| Noruega | Martelo | 2 | 1 | 0 | 1 | 0 | 1 | 1 | 0 | 1 | X  | 7     |
| Japão   |         | 0 | 0 | 1 | 0 | 2 | 0 | 0 | 1 | 0 | X  | 4     |

| Pista B | LSFE    | 1 | 2 | 3 | 4 | 5 | 6 | 7 | 8 | 9 | 10 | Final |
| ------- | ------- | - | - | - | - | - | - | - | - | - | -- | ----- |
| Escócia | Martelo | 0 | 2 | 0 | 3 | 0 | 0 | 1 | 2 | X | X  | 8     |
| China   |         | 0 | 0 | 1 | 0 | 2 | 0 | 0 | 0 | X | X  | 3     |

| Pista C | LSFE    | 1 | 2 | 3 | 4 | 5 | 6 | 7 | 8 | 9 | 10 | 11 | Final |
| ------- | ------- | - | - | - | - | - | - | - | - | - | -- | -- | ----- |
| Suécia  |         | 0 | 0 | 0 | 2 | 0 | 1 | 0 | 1 | 0 | 2  | 1  | 7     |
| Itália  | Martelo | 0 | 1 | 1 | 0 | 2 | 0 | 0 | 0 | 2 | 0  | 0  | 6     |

| Pista D  | LSFE    | 1 | 2 | 3 | 4 | 5 | 6 | 7 | 8 | 9 | 10 | Final |
| -------- | ------- | - | - | - | - | - | - | - | - | - | -- | ----- |
| França   |         | 0 | 2 | 0 | 0 | 2 | 0 | 1 | 0 | 1 | X  | 6     |
| Alemanha | Martelo | 1 | 0 | 4 | 1 | 0 | 1 | 0 | 2 | 0 | X  | 9     |

### 7ª rodada
Segunda-feira, 5 de abril, 13:00
| Pista A   | LSFE    | 1 | 2 | 3 | 4 | 5 | 6 | 7 | 8 | 9 | 10 | Final |
| --------- | ------- | - | - | - | - | - | - | - | - | - | -- | ----- |
| China     |         | 1 | 0 | 1 | 0 | 0 | 1 | 0 | 0 | 1 | 0  | 4     |
| Dinamarca | Martelo | 0 | 1 | 0 | 4 | 0 | 0 | 0 | 1 | 0 | 2  | 8     |

| Pista B        | LSFE    | 1 | 2 | 3 | 4 | 5 | 6 | 7 | 8 | 9 | 10 | Final |
| -------------- | ------- | - | - | - | - | - | - | - | - | - | -- | ----- |
| Japão          | Martelo | 0 | 0 | 0 | 0 | 0 | 1 | 0 | 0 | X | X  | 1     |
| Estados Unidos |         | 0 | 2 | 1 | 1 | 0 | 0 | 1 | 1 | X | X  | 6     |

| Pista C  | LSFE    | 1 | 2 | 3 | 4 | 5 | 6 | 7 | 8 | 9 | 10 | Final |
| -------- | ------- | - | - | - | - | - | - | - | - | - | -- | ----- |
| Alemanha | Martelo | 1 | 0 | 0 | 0 | 0 | 2 | 0 | 0 | 0 | 0  | 3     |
| Suíça    |         | 0 | 1 | 0 | 0 | 1 | 0 | 0 | 0 | 0 | 2  | 4     |

| Pista D | LSFE    | 1 | 2 | 3 | 4 | 5 | 6 | 7 | 8 | 9 | 10 | Final |
| ------- | ------- | - | - | - | - | - | - | - | - | - | -- | ----- |
| Itália  |         | 0 | 0 | 2 | 0 | 0 | 1 | 0 | 1 | 1 | 0  | 5     |
| Canadá  | Martelo | 1 | 0 | 0 | 1 | 2 | 0 | 2 | 0 | 0 | 1  | 7     |

### 8ª rodada
Segunda-feira, 5 de abril, 18:00
| Pista A | LSFE    | 1 | 2 | 3 | 4 | 5 | 6 | 7 | 8 | 9 | 10 | Final |
| ------- | ------- | - | - | - | - | - | - | - | - | - | -- | ----- |
| Canadá  |         | 0 | 2 | 1 | 0 | 4 | 0 | 1 | 0 | X | X  | 8     |
| Suécia  | Martelo | 1 | 0 | 0 | 1 | 0 | 1 | 0 | 1 | X | X  | 4     |

| Pista B | LSFE    | 1 | 2 | 3 | 4 | 5 | 6 | 7 | 8 | 9 | 10 | Final |
| ------- | ------- | - | - | - | - | - | - | - | - | - | -- | ----- |
| Suíça   | Martelo | 0 | 1 | 0 | 0 | 2 | 0 | 0 | 2 | 0 | X  | 5     |
| França  |         | 0 | 0 | 0 | 1 | 0 | 0 | 2 | 0 | 1 | X  | 4     |

| Pista C        | LSFE    | 1 | 2 | 3 | 4 | 5 | 6 | 7 | 8 | 9 | 10 | Final |
| -------------- | ------- | - | - | - | - | - | - | - | - | - | -- | ----- |
| Estados Unidos |         | 0 | 0 | 0 | 1 | 0 | 1 | 2 | 0 | 0 | X  | 4     |
| Noruega        | Martelo | 1 | 1 | 1 | 0 | 1 | 0 | 0 | 1 | 1 | X  | 6     |

| Pista D   | LSFE    | 1 | 2 | 3 | 4 | 5 | 6 | 7 | 8 | 9 | 10 | Final |
| --------- | ------- | - | - | - | - | - | - | - | - | - | -- | ----- |
| Dinamarca |         | 0 | 0 | 1 | 0 | 0 | 0 | 0 | 2 | 1 | X  | 4     |
| Escócia   | Martelo | 2 | 1 | 0 | 3 | 0 | 0 | 1 | 0 | 0 | X  | 7     |

### 9ª rodada
Terça-feira, 6 de abril, 10:00
| Pista A        | LSFE    | 1 | 2 | 3 | 4 | 5 | 6 | 7 | 8 | 9 | 10 | 11 | Final |
| -------------- | ------- | - | - | - | - | - | - | - | - | - | -- | -- | ----- |
| Estados Unidos | Martelo | 2 | 0 | 2 | 0 | 0 | 0 | 1 | 0 | 0 | 0  | 2  | 7     |
| França         |         | 0 | 2 | 0 | 1 | 1 | 0 | 0 | 0 | 0 | 1  | 0  | 5     |

| Pista B   | LSFE    | 1 | 2 | 3 | 4 | 5 | 6 | 7 | 8 | 9 | 10 | Final |
| --------- | ------- | - | - | - | - | - | - | - | - | - | -- | ----- |
| Dinamarca |         | 0 | 2 | 0 | 2 | 0 | 3 | 0 | 3 | X | X  | 10    |
| Suécia    | Martelo | 1 | 0 | 1 | 0 | 1 | 0 | 1 | 0 | X | X  | 4     |

| Pista C | LSFE    | 1 | 2 | 3 | 4 | 5 | 6 | 7 | 8 | 9 | 10 | Final |
| ------- | ------- | - | - | - | - | - | - | - | - | - | -- | ----- |
| Canadá  |         | 1 | 0 | 3 | 1 | 1 | 0 | X | X | X | X  | 6     |
| Escócia | Martelo | 0 | 1 | 0 | 0 | 0 | 1 | X | X | X | X  | 2     |

| Pista D | LSFE    | 1 | 2 | 3 | 4 | 5 | 6 | 7 | 8 | 9 | 10 | Final |
| ------- | ------- | - | - | - | - | - | - | - | - | - | -- | ----- |
| Suíça   | Martelo | 0 | 1 | 0 | 0 | 0 | 0 | X | X | X | X  | 1     |
| Noruega |         | 2 | 0 | 2 | 1 | 1 | 1 | X | X | X | X  | 7     |

### 10ª rodada
Terça-feira, 6 de abril, 15:00
| Pista A  | LSFE    | 1 | 2 | 3 | 4 | 5 | 6 | 7 | 8 | 9 | 10 | Final |
| -------- | ------- | - | - | - | - | - | - | - | - | - | -- | ----- |
| Escócia  | Martelo | 0 | 1 | 0 | 0 | 3 | 0 | 0 | 1 | 2 | X  | 7     |
| Alemanha |         | 1 | 0 | 1 | 0 | 0 | 0 | 2 | 0 | 0 | X  | 4     |

| Pista B | LSFE    | 1 | 2 | 3 | 4 | 5 | 6 | 7 | 8 | 9 | 10 | Final |
| ------- | ------- | - | - | - | - | - | - | - | - | - | -- | ----- |
| Noruega | Martelo | 1 | 0 | 1 | 2 | 0 | 0 | 4 | 0 | 2 | X  | 10    |
| Itália  |         | 0 | 1 | 0 | 0 | 0 | 2 | 0 | 2 | 0 | X  | 5     |

| Pista C | LSFE    | 1 | 2 | 3 | 4 | 5 | 6 | 7 | 8 | 9 | 10 | Final |
| ------- | ------- | - | - | - | - | - | - | - | - | - | -- | ----- |
| França  | Martelo | 0 | 2 | 0 | 0 | 5 | 0 | 0 | 2 | X | X  | 9     |
| China   |         | 2 | 0 | 0 | 0 | 0 | 0 | 2 | 0 | X | X  | 4     |

| Pista D | LSFE    | 1 | 2 | 3 | 4 | 5 | 6 | 7 | 8 | 9 | 10 | Final |
| ------- | ------- | - | - | - | - | - | - | - | - | - | -- | ----- |
| Suécia  | Martelo | 4 | 0 | 0 | 0 | 1 | 0 | 4 | 0 | X | X  | 9     |
| Japão   |         | 0 | 2 | 1 | 0 | 0 | 1 | 0 | 1 | X | X  | 5     |

### 11ª rodada
Terça-feira, 6 de abril, 20:00
| Pista A | LSFE    | 1 | 2 | 3 | 4 | 5 | 6 | 7 | 8 | 9 | 10 | Final |
| ------- | ------- | - | - | - | - | - | - | - | - | - | -- | ----- |
| Itália  | Martelo | 1 | 0 | 0 | 1 | 1 | 1 | 0 | 0 | 1 | 0  | 5     |
| Suíça   |         | 0 | 1 | 0 | 0 | 0 | 0 | 3 | 2 | 0 | 1  | 7     |

| Pista B  | LSFE    | 1 | 2 | 3 | 4 | 5 | 6 | 7 | 8 | 9 | 10 | Final |
| -------- | ------- | - | - | - | - | - | - | - | - | - | -- | ----- |
| Alemanha |         | 0 | 3 | 0 | 1 | 0 | 1 | 1 | 0 | 2 | 1  | 9     |
| Canadá   | Martelo | 2 | 0 | 1 | 0 | 2 | 0 | 0 | 1 | 0 | 0  | 6     |

| Pista C   | LSFE    | 1 | 2 | 3 | 4 | 5 | 6 | 7 | 8 | 9 | 10 | 11 | Final |
| --------- | ------- | - | - | - | - | - | - | - | - | - | -- | -- | ----- |
| Japão     | Martelo | 2 | 0 | 0 | 1 | 1 | 0 | 1 | 0 | 0 | 1  | 0  | 6     |
| Dinamarca |         | 0 | 0 | 1 | 0 | 0 | 2 | 0 | 2 | 1 | 0  | 1  | 7     |

| Pista D        | LSFE    | 1 | 2 | 3 | 4 | 5 | 6 | 7 | 8 | 9 | 10 | Final |
| -------------- | ------- | - | - | - | - | - | - | - | - | - | -- | ----- |
| China          |         | 0 | 0 | 1 | 0 | 0 | 2 | 0 | 1 | 1 | 0  | 5     |
| Estados Unidos | Martelo | 2 | 0 | 0 | 2 | 0 | 0 | 1 | 0 | 0 | 1  | 6     |

### 12ª rodada
Quarta-feira, 7 de abril, 10:00
| Pista A | LSFE    | 1 | 2 | 3 | 4 | 5 | 6 | 7 | 8 | 9 | 10 | Final |
| ------- | ------- | - | - | - | - | - | - | - | - | - | -- | ----- |
| Japão   |         | 0 | 0 | 1 | 0 | 2 | 0 | X | X | X | X  | 3     |
| Canadá  | Martelo | 4 | 3 | 0 | 3 | 0 | 2 | X | X | X | X  | 12    |

| Pista B | LSFE    | 1 | 2 | 3 | 4 | 5 | 6 | 7 | 8 | 9 | 10 | Final |
| ------- | ------- | - | - | - | - | - | - | - | - | - | -- | ----- |
| China   | Martelo | 0 | 0 | 2 | 0 | 0 | 1 | 2 | 1 | 1 | X  | 7     |
| Suíça   |         | 0 | 1 | 0 | 1 | 0 | 0 | 0 | 0 | 0 | X  | 2     |

| Pista C        | LSFE    | 1 | 2 | 3 | 4 | 5 | 6 | 7 | 8 | 9 | 10 | Final |
| -------------- | ------- | - | - | - | - | - | - | - | - | - | -- | ----- |
| Itália         |         | 0 | 1 | 0 | 1 | 0 | 0 | 2 | 0 | 1 | X  | 5     |
| Estados Unidos | Martelo | 0 | 0 | 2 | 0 | 0 | 2 | 0 | 4 | 0 | X  | 8     |

| Pista D   | LSFE    | 1 | 2 | 3 | 4 | 5 | 6 | 7 | 8 | 9 | 10 | 11 | Final |
| --------- | ------- | - | - | - | - | - | - | - | - | - | -- | -- | ----- |
| Alemanha  |         | 0 | 3 | 0 | 1 | 1 | 0 | 0 | 0 | 2 | 0  | 2  | 9     |
| Dinamarca | Martelo | 1 | 0 | 2 | 0 | 0 | 2 | 0 | 1 | 0 | 1  | 0  | 7     |

### 13ª rodada
Quarta-feira, 7 de abril, 15:00
| Pista A   | LSFE    | 1 | 2 | 3 | 4 | 5 | 6 | 7 | 8 | 9 | 10 | Final |
| --------- | ------- | - | - | - | - | - | - | - | - | - | -- | ----- |
| Dinamarca |         | 0 | 0 | 0 | 1 | 0 | 1 | 0 | 0 | 1 | 0  | 3     |
| Noruega   | Martelo | 1 | 0 | 1 | 0 | 1 | 0 | 0 | 1 | 0 | 1  | 5     |

| Pista B        | LSFE    | 1 | 2 | 3 | 4 | 5 | 6 | 7 | 8 | 9 | 10 | Final |
| -------------- | ------- | - | - | - | - | - | - | - | - | - | -- | ----- |
| Estados Unidos |         | 0 | 1 | 0 | 0 | 1 | 0 | 0 | 2 | 0 | 3  | 7     |
| Escócia        | Martelo | 1 | 0 | 1 | 0 | 0 | 2 | 0 | 0 | 1 | 0  | 5     |

| Pista C | LSFE    | 1 | 2 | 3 | 4 | 5 | 6 | 7 | 8 | 9 | 10 | 11 | Final |
| ------- | ------- | - | - | - | - | - | - | - | - | - | -- | -- | ----- |
| Suíça   | Martelo | 0 | 1 | 0 | 0 | 0 | 3 | 0 | 1 | 0 | 0  | 2  | 7     |
| Suécia  |         | 0 | 0 | 0 | 2 | 1 | 0 | 1 | 0 | 0 | 1  | 0  | 5     |

| Pista D | LSFE    | 1 | 2 | 3 | 4 | 5 | 6 | 7 | 8 | 9 | 10 | Final |
| ------- | ------- | - | - | - | - | - | - | - | - | - | -- | ----- |
| Canadá  |         | 3 | 1 | 0 | 2 | 0 | 1 | X | X | X | X  | 7     |
| França  | Martelo | 0 | 0 | 1 | 0 | 0 | 0 | X | X | X | X  | 1     |

### 14ª rodada
Quarta-feira, 7 de abril, 20:00
| Pista A | LSFE    | 1 | 2 | 3 | 4 | 5 | 6 | 7 | 8 | 9 | 10 | Final |
| ------- | ------- | - | - | - | - | - | - | - | - | - | -- | ----- |
| Suécia  |         | 0 | 1 | 0 | 1 | 0 | 3 | 0 | 1 | 0 | 0  | 6     |
| China   | Martelo | 2 | 0 | 0 | 0 | 1 | 0 | 0 | 0 | 0 | 1  | 4     |

| Pista B | LSFE    | 1 | 2 | 3 | 4 | 5 | 6 | 7 | 8 | 9 | 10 | Final |
| ------- | ------- | - | - | - | - | - | - | - | - | - | -- | ----- |
| França  |         | 2 | 0 | 1 | 0 | 2 | 0 | 0 | 1 | 1 | X  | 7     |
| Japão   | Martelo | 0 | 1 | 0 | 1 | 0 | 0 | 2 | 0 | 0 | X  | 4     |

| Pista C  | LSFE    | 1 | 2 | 3 | 4 | 5 | 6 | 7 | 8 | 9 | 10 | Final |
| -------- | ------- | - | - | - | - | - | - | - | - | - | -- | ----- |
| Noruega  | Martelo | 1 | 0 | 0 | 4 | 0 | 1 | 0 | 0 | 2 | X  | 8     |
| Alemanha |         | 0 | 1 | 0 | 0 | 1 | 0 | 0 | 1 | 0 | X  | 3     |

| Pista D | LSFE    | 1 | 2 | 3 | 4 | 5 | 6 | 7 | 8 | 9 | 10 | Final |
| ------- | ------- | - | - | - | - | - | - | - | - | - | -- | ----- |
| Escócia |         | 0 | 0 | 1 | 0 | 3 | 2 | 0 | 4 | X | X  | 10    |
| Itália  | Martelo | 0 | 2 | 0 | 1 | 0 | 0 | 1 | 0 | X | X  | 4     |

### 15ª rodada
Quinta-feira, 8 de abril, 10:00
| Pista A        | LSFE    | 1 | 2 | 3 | 4 | 5 | 6 | 7 | 8 | 9 | 10 | Final |
| -------------- | ------- | - | - | - | - | - | - | - | - | - | -- | ----- |
| Alemanha       | Martelo | 1 | 0 | 0 | 1 | 0 | 1 | 0 | 1 | 0 | X  | 4     |
| Estados Unidos |         | 0 | 2 | 0 | 0 | 2 | 0 | 2 | 0 | 2 | X  | 8     |

| Pista B   | LSFE    | 1 | 2 | 3 | 4 | 5 | 6 | 7 | 8 | 9 | 10 | Final |
| --------- | ------- | - | - | - | - | - | - | - | - | - | -- | ----- |
| Itália    |         | 0 | 1 | 0 | 1 | 1 | 0 | 2 | 0 | 0 | 0  | 5     |
| Dinamarca | Martelo | 2 | 0 | 1 | 0 | 0 | 1 | 0 | 1 | 0 | 1  | 6     |

| Pista C | LSFE    | 1 | 2 | 3 | 4 | 5 | 6 | 7 | 8 | 9 | 10 | Final |
| ------- | ------- | - | - | - | - | - | - | - | - | - | -- | ----- |
| China   |         | 0 | 0 | 0 | 1 | 0 | 0 | 2 | 0 | X | X  | 3     |
| Canadá  | Martelo | 2 | 1 | 0 | 0 | 3 | 1 | 0 | 2 | X | X  | 9     |

| Pista D | LSFE    | 1 | 2 | 3 | 4 | 5 | 6 | 7 | 8 | 9 | 10 | Final |
| ------- | ------- | - | - | - | - | - | - | - | - | - | -- | ----- |
| Japão   | Martelo | 2 | 0 | 0 | 2 | 0 | 1 | 0 | 3 | 0 | 1  | 9     |
| Suíça   |         | 0 | 2 | 0 | 0 | 2 | 0 | 1 | 0 | 2 | 0  | 7     |

### 16ª rodada
Quinta-feira, 8 de abril, 15:00
| Pista A | LSFE    | 1 | 2 | 3 | 4 | 5 | 6 | 7 | 8 | 9 | 10 | Final |
| ------- | ------- | - | - | - | - | - | - | - | - | - | -- | ----- |
| França  |         | 0 | 3 | 0 | 0 | 2 | 1 | 0 | 2 | 0 | 0  | 8     |
| Itália  | Martelo | 4 | 0 | 1 | 1 | 0 | 0 | 1 | 0 | 1 | 1  | 9     |

| Pista B  | LSFE    | 1 | 2 | 3 | 4 | 5 | 6 | 7 | 8 | 9 | 10 | Final |
| -------- | ------- | - | - | - | - | - | - | - | - | - | -- | ----- |
| Suécia   | Martelo | 1 | 3 | 0 | 4 | 0 | 0 | X | X | X | X  | 8     |
| Alemanha |         | 0 | 0 | 1 | 0 | 0 | 1 | X | X | X | X  | 2     |

| Pista C | LSFE    | 1 | 2 | 3 | 4 | 5 | 6 | 7 | 8 | 9 | 10 | 11 | Final |
| ------- | ------- | - | - | - | - | - | - | - | - | - | -- | -- | ----- |
| Escócia |         | 0 | 0 | 1 | 0 | 2 | 0 | 0 | 1 | 2 | 0  | 1  | 7     |
| Japão   | Martelo | 0 | 0 | 0 | 2 | 0 | 2 | 0 | 0 | 0 | 2  | 0  | 6     |

| Pista D | LSFE    | 1 | 2 | 3 | 4 | 5 | 6 | 7 | 8 | 9 | 10 | Final |
| ------- | ------- | - | - | - | - | - | - | - | - | - | -- | ----- |
| Noruega | Martelo | 1 | 1 | 0 | 2 | 0 | 0 | 0 | 2 | 0 | X  | 6     |
| China   |         | 0 | 0 | 1 | 0 | 0 | 1 | 0 | 0 | 1 | X  | 3     |

### 17ª rodada
Quinta-feira, 8 de abril, 20:00
| Pista A | LSFE    | 1 | 2 | 3 | 4 | 5 | 6 | 7 | 8 | 9 | 10 | Final |
| ------- | ------- | - | - | - | - | - | - | - | - | - | -- | ----- |
| Suíça   |         | 0 | 2 | 0 | 2 | 0 | 2 | 0 | 0 | 2 | 1  | 9     |
| Escócia | Martelo | 2 | 0 | 2 | 0 | 1 | 0 | 0 | 2 | 0 | 0  | 7     |

| Pista B | LSFE    | 1 | 2 | 3 | 4 | 5 | 6 | 7 | 8 | 9 | 10 | Final |
| ------- | ------- | - | - | - | - | - | - | - | - | - | -- | ----- |
| Canadá  | Martelo | 1 | 0 | 2 | 0 | 2 | 0 | 2 | 0 | 1 | 0  | 8     |
| Noruega |         | 0 | 3 | 0 | 2 | 0 | 2 | 0 | 1 | 0 | 1  | 9     |

| Pista C   | LSFE    | 1 | 2 | 3 | 4 | 5 | 6 | 7 | 8 | 9 | 10 | Final |
| --------- | ------- | - | - | - | - | - | - | - | - | - | -- | ----- |
| Dinamarca |         | 0 | 3 | 0 | 1 | 0 | 1 | 1 | 0 | 0 | 0  | 6     |
| França    | Martelo | 1 | 0 | 1 | 0 | 1 | 0 | 0 | 1 | 0 | 0  | 4     |

| Pista D        | LSFE    | 1 | 2 | 3 | 4 | 5 | 6 | 7 | 8 | 9 | 10 | Final |
| -------------- | ------- | - | - | - | - | - | - | - | - | - | -- | ----- |
| Estados Unidos | Martelo | 2 | 1 | 0 | 2 | 0 | 5 | X | X | X | X  | 10    |
| Suécia         |         | 0 | 0 | 1 | 0 | 1 | 0 | X | X | X | X  | 2     |

## Playoffs
Nos playoffs, a equipe classificada em primeiro lugar enfrenta a segunda colocada, e a terceira enfrenta a quarta. A equipe vencedora do primeiro jogo se classifica para a final, enquanto a perdedora enfrenta a vencedora do segundo jogo na semifinal. As vencedoras da semifinal avançam à final e as perdedoras disputam o bronze contra a perdedora do segundo jogo dos playoffs.
|  | Page playoff system | Page playoff system | Page playoff system |   |   | Semifinal | Semifinal | Semifinal |   |         | Final | Final  | Final |
|  |                     |                     |                     |   |   |           |           |           |   |         |       |        |       |
|  | 1                   | Noruega             | 5                   |   |   |           |           |           |   |         |       |        |       |
|  | 2                   | Canadá              | 11                  |   |   |           |           |           |   |         | 2     | Canadá | 9     |
|  |                     |                     |                     |   | 1 | Noruega   | 9         |           | 1 | Noruega | 3     |        |       |
|  |                     | 4                   | Escócia             | 7 |   |           |           |           |   |         |       |        |       |
|  | 3                   | Estados Unidos      | 4                   |   |   |           |           |           |   |         |       |        |       |
|  | 4                   | Escócia             | 6                   |   |   |           |           |           |   |         |       |        |       |

|  | Decisão do 3º lugar |                |   |
|  |                     |                |   |
|  | 4                   | Escócia        | 6 |
|  | 3                   | Estados Unidos | 4 |

### 1º contra 2º
Sexta-feira, 9 de abril, 19:00
| Pista B | LSFE    | 1 | 2 | 3 | 4 | 5 | 6 | 7 | 8 | 9 | 10 | Final |
| ------- | ------- | - | - | - | - | - | - | - | - | - | -- | ----- |
| Canadá  |         | 0 | 3 | 2 | 0 | 5 | 0 | 1 | 0 | X | X  | 11    |
| Noruega | Martelo | 1 | 0 | 0 | 1 | 0 | 2 | 0 | 1 | X | X  | 5     |

### 3º contra 4º
Sábado, 10 de abril, 10:00
| Pista B        | LSFE    | 1 | 2 | 3 | 4 | 5 | 6 | 7 | 8 | 9 | 10 | 11 | Final |
| -------------- | ------- | - | - | - | - | - | - | - | - | - | -- | -- | ----- |
| Escócia        |         | 0 | 0 | 0 | 1 | 1 | 0 | 0 | 1 | 0 | 1  | 2  | 6     |
| Estados Unidos | Martelo | 0 | 1 | 0 | 0 | 0 | 1 | 0 | 0 | 2 | 0  | 0  | 4     |

### Semifinal
Sábado, 10 de abril, 16:30
| Pista B | LSFE    | 1 | 2 | 3 | 4 | 5 | 6 | 7 | 8 | 9 | 10 | Final |
| ------- | ------- | - | - | - | - | - | - | - | - | - | -- | ----- |
| Escócia |         | 0 | 2 | 0 | 1 | 0 | 1 | 1 | 0 | 2 | 0  | 7     |
| Noruega | Martelo | 2 | 0 | 2 | 0 | 3 | 0 | 0 | 1 | 0 | 1  | 9     |

### Decisão do terceiro lugar
Domingo, 11 de abril, 10:00
| Pista B        | LSFE    | 1 | 2 | 3 | 4 | 5 | 6 | 7 | 8 | 9 | 10 | Final |
| -------------- | ------- | - | - | - | - | - | - | - | - | - | -- | ----- |
| Estados Unidos |         | 0 | 0 | 0 | 2 | 0 | 0 | 1 | 1 | 0 | 0  | 4     |
| Escócia        | Martelo | 0 | 0 | 1 | 0 | 0 | 2 | 0 | 0 | 1 | 2  | 6     |

### Final
Domingo, 11 de abril, 16:00
| Pista B | LSFE    | 1 | 2 | 3 | 4 | 5 | 6 | 7 | 8 | 9 | 10 | Final |
| ------- | ------- | - | - | - | - | - | - | - | - | - | -- | ----- |
| Canadá  | Martelo | 3 | 0 | 2 | 0 | 1 | 1 | 0 | 2 | X | X  | 9     |
| Noruega |         | 0 | 1 | 0 | 1 | 0 | 0 | 1 | 0 | X | X  | 3     |

## Premiação
| Campeonato Mundial Masculino de Curling de 2010 |
| Canadá                                          |
| ----------------------------------------------- |
| CANADÁ Campeão (32º título)                     |